# Pavel Alb
Pavel Alb (n. 1887, Cluj – d. secolul al XX-lea) a fost un deputat în Marea Adunare Națională de la Alba Iulia, organismul legislativ reprezentativ al „tuturor românilor din Transilvania, Banat și Țara Ungurească”, cel care a adoptat hotărârea privind Unirea Transilvaniei cu România, la 1 decembrie 1918.:p. 77

## Biografie
Pavel Alb s-a născut la Cluj în 1887. A fost proprietar în Mănăștur-Cluj. 
Între 21 octombrie 1926 și 19 martie 1927 a fost membru în Comisia Interimară a municipiului Cluj. .:p. 53

## Activitate politică
Ca deputat în Marea Adunare Națională de la Alba Iulia din 1918 a fost delegat al cercului electoral II Cluj, comitatul Cojocna.